# قد دراز
قد دراز (روسی: Дылда) یک فیلم در ژانر درام و جنگی به کارگردانی کانتمیر بالاگوف است که در سال ۲۰۱۹ منتشر شد.

## داستان
داستان در سال ۱۹۴۵ در شهر لنینگراد شوروی اتفاق می‌افتد. جنگ جهانی دوم شهر را ویران کرده‌است، ساختمان‌ها تخریب شده و شهروندان از نظر جسمی و روحی در تنگنا قرار گرفته‌اند. در این میان، دو زن جوان در تلاش برای بازسازی زندگی خود در بین ویرانه‌ها، به جستجوی معنا و امید می‌پردازند.